# Legio I Parthica
Legio I Parthica (voluit: Legio prima Párthica) was een Romeins legioen, opgericht in 197 door keizer Septimius Severus. Het symbool van het 1e legioen Parthica was de centaur.

## Geschiedenis

### Wat voorafging
In 193 was Septimius Severus gouverneur (Legatus pro praetore) van de Romeinse provincie Pannonia Superior, dat bestond uit een groot gedeelte van het huidige Hongarije (Transdanubië) en delen van Oostenrijk, Slowakije, Slovenië, Kroatië en Bosnië. Toen senator Didius Julianus keizer werd door de troon te kopen, riepen de troepen van Severus hun bevelhebber uit tot keizer. Hij trok op naar Rome en liet Julianus onthoofden. Septimius Severus werd de nieuwe keizer van het Romeinse Rijk. Ook Clodius Albinus, gouverneur van Britannia en Pescennius Niger, gouverneur van Syria waren in opstand gekomen. Severus benoemde Albinus tot zijn opvolger (caesar) en trok ten strijde tegen Pescennius Niger, die hij in 194 in Cilicia versloeg (Romeinse Burgeroorlog (193-197)).

### De Parthische legioenen

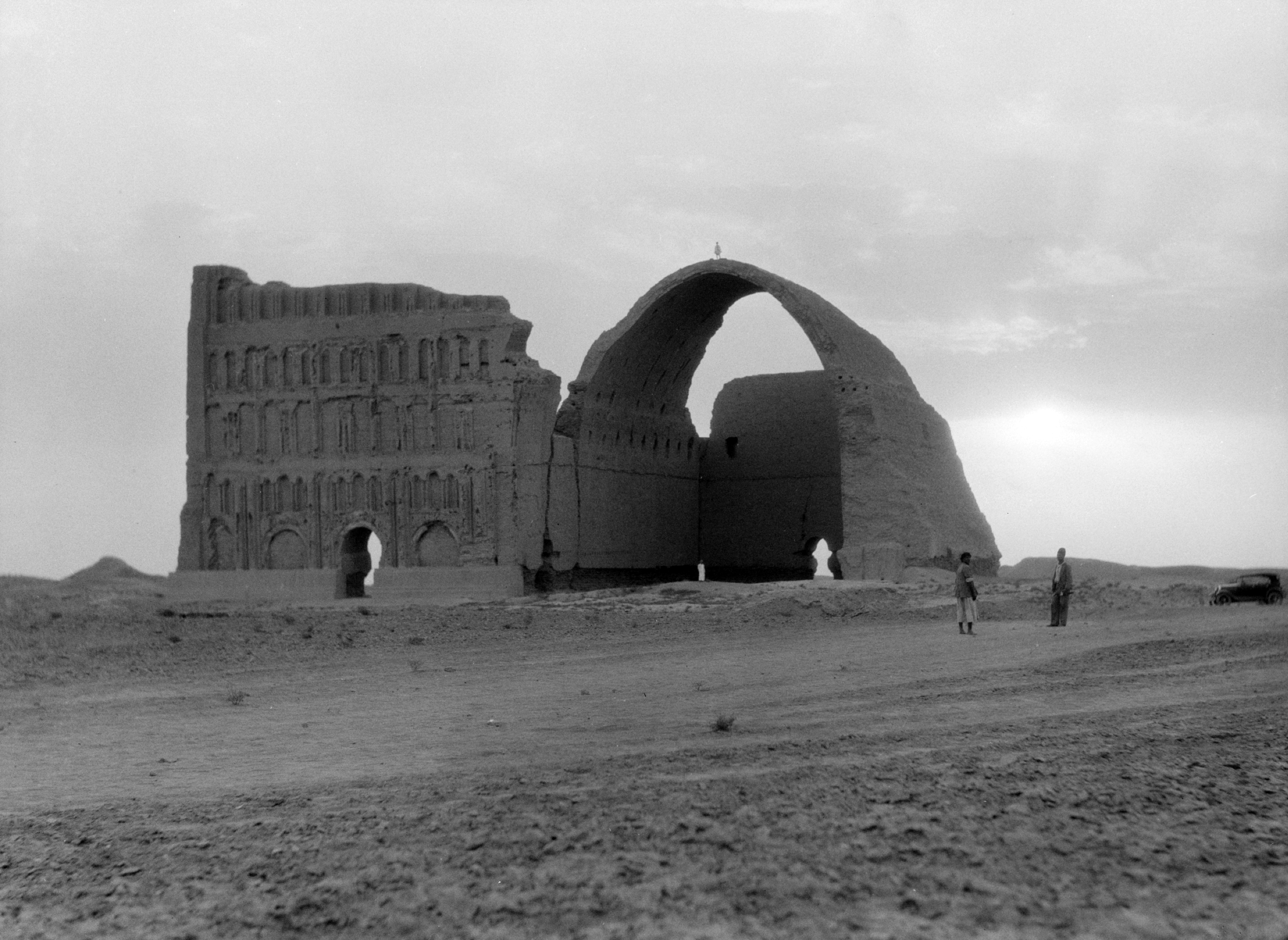
Ruïnes van Ctesiphon.

Het Rijk der Parthen had Pescennius Niger gesteund, de tegenstrever van keizer Septimius Severus. Daarom viel deze in 197 het Parthenrijk binnen. Voor deze campagne had de keizer drie nieuwe legioenen opgericht: Legio I Parthica, Legio II Parthica en Legio III Parthica. In de korte oorlog werd het noordelijke deel van Mesopotamia veroverd en de Parthische hoofdstad Ctesiphon geplunderd. Het eerste en derde legioen Parthica werden gestationeerd in Singara, het huidige Sinjar in noordelijk Irak, om de provincie Mesopotamia te verdedigen tegen de Parthen en vanaf 224 tegen de Sassaniden, die het Parthenrijk veroverd hadden. Mesopotamia werd niet bestuurd door een gouverneur (legatus pro praetore) maar door een prefect (praefectus) uit de ridderstand (ordo equester). Deze prefect was tevens bevelhebber van de legioenen.
Detachementen (vexillatio) van het eerste legioen werden regelmatig naar provincies als Lycia, Cilicia en Cyrenaica gezonden. Rond 215 werd door Caracalla opnieuw tegen de Parthen gevochten en tussen 230 en 232 werd het eerste legioen door keizer Severus Alexander ingezet om invallen van de Sassaniden af te weren. De rust kon tijdelijk hersteld worden, maar het Sassanidenrijk bleef de oostgrens van het Romeinse Rijk bedreigen. De koning der Sassaniden, Shapur I veroverde in 256 Satala, de basis van Legio XV Apollinaris en in 258 Trapezus (Trabzon). Keizer Valerianus I probeerde de rust te herstellen maar werd gevangengenomen en terechtgesteld. In datzelfde jaar werden de Perzen verslagen door Balista, de prefect (praefectus praetorio) van de pretoriaanse garde. Het zich terugtrekkende Perzische leger werd opnieuw en in de rug aangevallen door Odaenathus, koning van Palmyra, die de Perzen verdreef en Mesopotamia heroverde. Onder keizer Diocletianus werd in 298 een vredesverdag met de Sassaniden gesloten.

### Nisibis

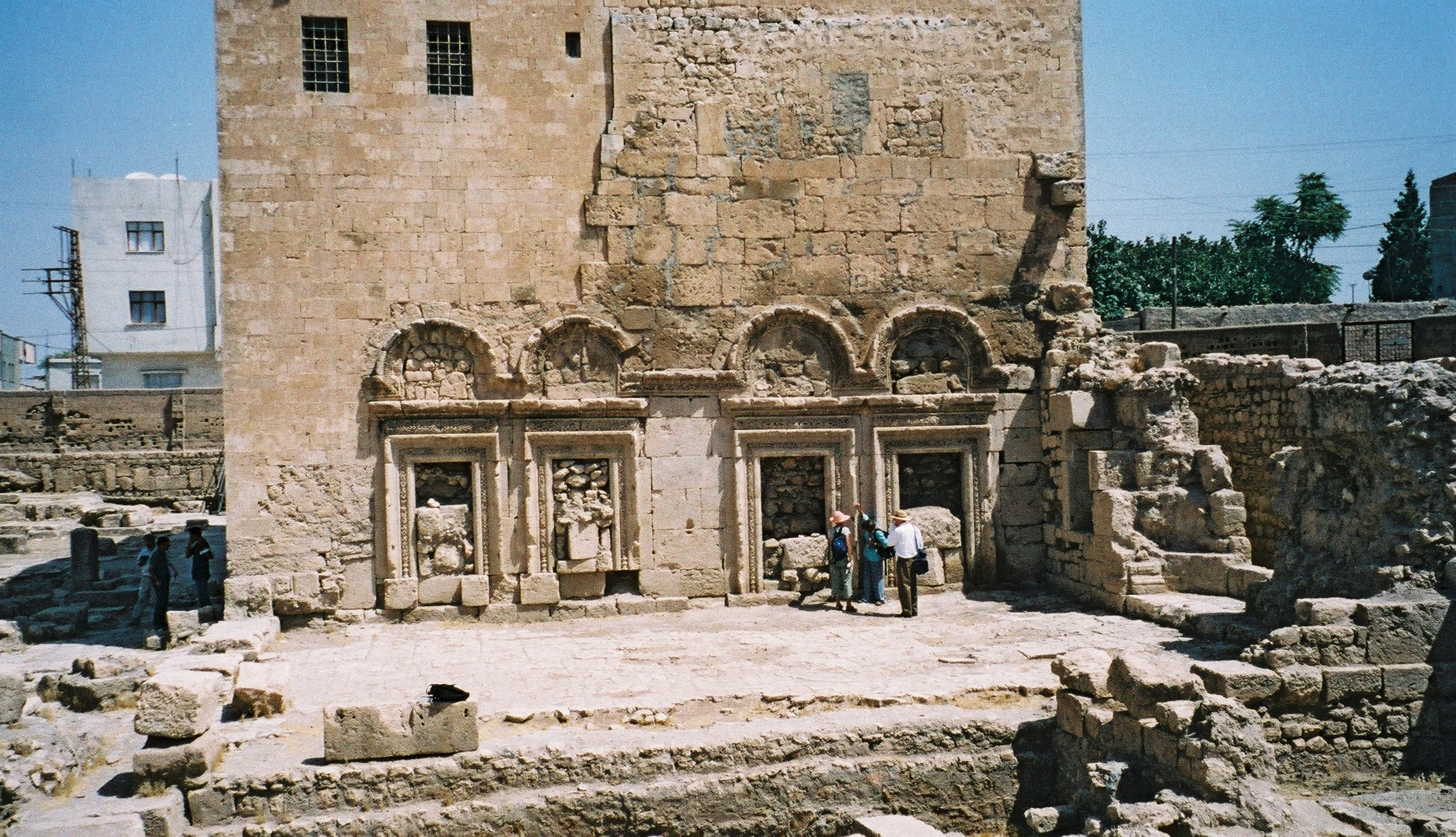
De kerk van Jacob van Nisibis uit de 4e eeuw.

In 360 werd het eerste legioen door de Sassaniden uit Singara verdreven. De nieuwe standplaats van het legioen werd de oorspronkelijk Assyrische stad Nisibis in de provincie Syria (Het huidige Nusaybin in Turkije), waar het tot in de 5e eeuw gestationeerd bleef.